# 浅川剣介
浅川 剣介（あさかわ けんすけ、1968年6月1日 - ）は、日本の俳優。本名、浅川 和男。

## 人物・経歴
アイドルグループ幕末塾（当時の芸名は剣介）で活動した後、俳優に転身（浅川剣介に改名）。

## 出演歴

### テレビドラマ
- 参上! 天空剣士 第25話「壮絶!地頭丸の死」（1990年、TX / 松竹） - 市太郎 役